# Llista de comunes de Luxemburg
Aquesta és la llista de les comunes de Luxemburg. La comuna (luxemburguès: Gemeng) és la divisió administrativa bàsica de Luxemburg, llevat la ciutat de Luxemburg, que està dividida en barris. Dins de la jerarquia de les divisions administratives, les comunes s'agrupen en cantons, que fins a 2015 eren agrupats en districtes.

Les 100 comunes de Luxemburg

## Llista de comunes
| Clau | Comuna               | Cantó            |
| ---- | -------------------- | ---------------- |
| 1    | Beaufort             | Echternach       |
| 2    | Bech                 | Echternach       |
| 3    | Beckerich            | Redange          |
| 4    | Berdorf              | Echternach       |
| 5    | Bertrange            | Luxemburg        |
| 6    | Bettembourg          | Esch-sur-Alzette |
| 7    | Bettendorf           | Diekirch         |
| 8    | Betzdorf             | Grevenmacher     |
| 9    | Bissen               | Mersch           |
| 10   | Biwer                | Grevenmacher     |
| 11   | Boulaide             | Wiltz            |
| 12   | Bourscheid           | Diekirch         |
| 13   | Bous-Waldbredimus    | Remich           |
| 14   | Clervaux             | Clervaux         |
| 15   | Colmar-Berg          | Mersch           |
| 16   | Consdorf             | Echternach       |
| 17   | Contern              | Luxemburg        |
| 18   | Dalheim              | Remich           |
| 19   | Diekirch             | Diekirch         |
| 20   | Differdange          | Esch-sur-Alzette |
| 21   | Dippach              | Capellen         |
| 22   | Dudelange            | Esch-sur-Alzette |
| 23   | Echternach           | Echternach       |
| 24   | Ell                  | Redange          |
| 25   | Erpeldange-sur-Sûre  | Diekirch         |
| 26   | Esch-sur-Alzette     | Esch-sur-Alzette |
| 27   | Esch-sur-Sûre        | Wiltz            |
| 28   | Ettelbruck           | Diekirch         |
| 29   | Feulen               | Diekirch         |
| 30   | Fischbach            | Mersch           |
| 31   | Flaxweiler           | Grevenmacher     |
| 32   | Frisange             | Esch-sur-Alzette |
| 33   | Garnich              | Capellen         |
| 34   | Goesdorf             | Wiltz            |
| 35   | Grevenmacher         | Grevenmacher     |
| 36   | Groussbus-Wal        | Redange          |
| 37   | Habscht              | Capellen         |
| 38   | Heffingen            | Mersch           |
| 39   | Helperknapp          | Mersch           |
| 40   | Hesperange           | Luxemburg        |
| 41   | Junglinster          | Grevenmacher     |
| 42   | Käerjeng             | Capellen         |
| 43   | Kayl                 | Esch-sur-Alzette |
| 44   | Kehlen               | Capellen         |
| 45   | Kiischpelt           | Wiltz            |
| 46   | Koerich              | Capellen         |
| 47   | Kopstal              | Capellen         |
| 48   | Lac de la Haute-Sûre | Wiltz            |
| 49   | Larochette           | Mersch           |
| 50   | Lenningen            | Remich           |
| 51   | Leudelange           | Esch-sur-Alzette |
| 52   | Lintgen              | Mersch           |
| 53   | Lorentzweiler        | Mersch           |
| 54   | Luxemburg            | Luxemburg        |
| 55   | Mamer                | Capellen         |
| 56   | Manternach           | Grevenmacher     |
| 57   | Mersch               | Mersch           |
| 58   | Mertert              | Grevenmacher     |
| 59   | Mertzig              | Diekirch         |
| 60   | Mondercange          | Esch-sur-Alzette |
| 61   | Mondorf-les-Bains    | Remich           |
| 62   | Niederanven          | Luxemburg        |
| 63   | Nommern              | Mersch           |
| 64   | Parc Hosingen        | Clervaux         |
| 65   | Pétange              | Esch-sur-Alzette |
| 66   | Préizerdaul          | Redange          |
| 67   | Putscheid            | Vianden          |
| 68   | Rambrouch            | Redange          |
| 69   | Reckange-sur-Mess    | Esch-sur-Alzette |
| 70   | Redange              | Redange          |
| 71   | Reisdorf             | Diekirch         |
| 72   | Remich               | Remich           |
| 73   | Roeser               | Esch-sur-Alzette |
| 74   | Rosport-Mompach      | Echternach       |
| 75   | Rumelange            | Esch-sur-Alzette |
| 76   | Saeul                | Redange          |
| 77   | Sandweiler           | Luxemburg        |
| 78   | Sanem                | Esch-sur-Alzette |
| 79   | Schengen             | Remich           |
| 80   | Schieren             | Diekirch         |
| 81   | Schifflange          | Esch-sur-Alzette |
| 82   | Schuttrange          | Luxemburg        |
| 83   | Stadtbredimus        | Remich           |
| 84   | Steinfort            | Capellen         |
| 85   | Steinsel             | Luxemburg        |
| 86   | Strassen             | Luxemburg        |
| 87   | Tandel               | Vianden          |
| 88   | Troisvierges         | Clervaux         |
| 89   | Useldange            | Redange          |
| 90   | Vallée de l'Ernz     | Mersch           |
| 91   | Vianden              | Vianden          |
| 92   | Vichten              | Redange          |
| 93   | Waldbillig           | Echternach       |
| 94   | Walferdange          | Luxemburg        |
| 95   | Weiler-la-Tour       | Luxemburg        |
| 96   | Weiswampach          | Clervaux         |
| 97   | Wiltz                | Wiltz            |
| 98   | Wincrange            | Clervaux         |
| 99   | Winseler             | Wiltz            |
| 100  | Wormeldange          | Grevenmacher     |